# Heidenhäuschen
Heidenhäuschen este o arie protejată (arie specială de conservare — SAC, sit de importanță comunitară — SCI) din Germania întinsă pe o suprafață de 145,02 ha, integral pe uscat.

## Localizare
Centrul sitului Heidenhäuschen este situat la coordonatele 50°28′32″N 8°04′57″E / 50.4756°N 8.0825°E.

## Înființare
Situl Heidenhäuschen a fost declarat sit de importanță comunitară în aprilie 1999 pentru a proteja 2 specii de animale. Situl a fost protejat și ca arie specială de conservare în martie 2008.

## Biodiversitate
Situată în ecoregiunea continentală, aria protejată conține 2 habitate naturale: Păduri de fag Asperulo-Fagetum, Păduri pe pante, grohotișuri și ravene de Tilio-Acerion.
La baza desemnării sitului se află mai multe specii protejate de  mamifere (2): liliac cu urechi mari (Myotis bechsteinii), liliac comun (Myotis myotis).
Pe lângă speciile protejate, pe teritoriul sitului au mai fost identificate 1 specie de plante, 3 specii de mamifere.